# بي كندا (رستاق)
بي كندا (بالفارسية: بی کندا) هي قرية تقع في إيران في Rostaq Rural District. يقدر عدد سكانها بـ 47 نسمة بحسب إحصاء 2016.